# Fiona Volpe
Fiona Volpe é uma personagem fictícia do filme 007 contra a Chantagem Atômica, de, 1965, criada especialmente para o filme e que não consta no livro homônimo de Ian Fleming, autor original da história. 'Volpe', em italiano, significa 'raposa'. A personagem e a atriz que a interpreta nas telas, Luciana Paluzzi, são italianas.

## Características
Volpe é uma sedutora nata e usa seu corpo para seduzir suas vítimas, que depois mata. Vilã clássica, é uma femme-fatale que demonstra porque sempre consegue facilmente seu intento, com charme carismático e sexualidade aparente. A personagem é muito bem definida pelo roteiro e igualmente representada pela voluptuosa italiana Luciana Paluzzi, a princípio escalada para o papel de Domino Derval.

## No filme
Volpe é uma assassina letal do departamento de execuções da SPECTRE, a maior organização terrorista do mundo. Ela se passa por amante do piloto da OTAN Major François Derval, na operação de roubar um bombardeiro Vulcan com sua carga de duas bombas atômicas, encomendada pela organização, para fazer uma chantagem mundial.
Ela arquiteta o assassinato de Derval, substituído por um sósia, Angelo, para pilotar o avião e levá-lo ao ponto no mar onde será resgatado pelos homens do vilão Emilio Largo, e também mata o Conde Lippe, que contratou o sósia que, na última hora, exigiu mais dinheiro para realizar o plano e falhou em matar James Bond. Volpe destrói o carro de Lippe com um míssil lançado de uma motocicleta.
Volpe e Bond finalmente se encontram em Nassau, nas Bahamas, quando ele a pede carona depois de ter o carro quebrado, e Fiona chega a assustá-lo com seu estilo de pilotar em alta velocidade pelas estradas sinuosas da ilha. Mais tarde, ela captura a agente Paula Caplan, assistente de Bond na investigação sobre o patrão de Volpe e dirigente da SPECTRE Largo, mas Paula suicida-se com cianureto para não contar nada aos sequestradores. No quarto de Paula, Fiona espera por Bond nua na banheira para seduzi-lo e os dois fazem amor. Quando os dois estão se vestindo para irem à parada musical de rua, tradicional em Nassau, Volpi deixa entrar no quarto Vargas e mais um capanga de Largo, que rendem e prendem Bond, de quem ela zomba por não ter conseguido transformá-la numa aliada como tantas mulheres que ele seduziu antes.
Bond consegue escapar dos capangas e foge pelas ruas de Nassau, misturando-se à multidão que acompanha a parada, até entrar num clube, Kiss Kiss Club, e tira uma mulher para dançar, para se disfarçar dos perseguidores que o seguiram até o clube. Neste clube, porém, está Fiona Volpe, que o tira da mulher e começa a dançar com ele. Um dos capangas, escondido atrás de uma cortina da pista de dança, prepara-se para matar Bond de tocaia enquanto ele dança com Volpe e quando 007 nota a pistola saindo da cortina em direção a ele, vira as costas de Volpe para a arma que dispara e a bala atinge a assassina na espinha, que morre em seus braços.

## Refilmagem
Na refilmagem da história, feita em 1983, com o nome de 007 Nunca Mais Outra Vez (Never Say Never Again), a personagem tem seu nome trocado para Fatima Blush e é interpretado pela atriz Barbara Carrera.